# John Howard (1er duc de Norfolk)
Pour les articles homonymes, voir John Howard et Howard.
Titres
Duc de Norfolk
28 juin 1483 – 22 août 1485
(2 ans, 1 mois et 25 jours)
Baron Segrave (en) et Mowbray
1484 – 22 août 1485
(1 an)
Baron Howard
15 octobre 1470 – 22 août 1485
(14 ans, 10 mois et 7 jours)
John Howard (v. 1425 – 22 août 1485) est un baron anglais de la guerre des Deux-Roses. Soutien et conseiller du roi Richard III, il est tué à ses côtés lors de la bataille de Bosworth.

## Biographie
John Howard est le fils de Sir Robert Howard de Tendring (1398-1436) et de son épouse Margaret Mowbray (1391-1459). Par sa mère, il est le petit-fils de Thomas de Mowbray, 1er duc de Norfolk. Howard hérite des possessions de son père à sa mort en 1436. Il sert par la suite son cousin John de Mowbray, 3e duc de Norfolk. Il est ainsi impliqué dans les querelles avec William de la Pole, duc de Suffolk. Howard a donc vraisemblablement participé à la chute de Suffolk en janvier 1450 aux côtés des comtes de Salisbury et de Warwick.
Howard est élu en 1449 et 1450 au Parlement. Il accompagne le connétable John Talbot en Guyenne en 1452. Il rentre en Angleterre en 1453, après la défaite de Talbot à Castillon. La même année, il est impliqué dans un procès avec Alice Chaucer, la veuve du duc de Suffolk. Fervent soutien de la maison d'York lors de la guerre des Deux-Roses, il est adoubé par Édouard IV à la bataille de Towton le 29 mars 1461. Il est nommé shérif des comtés de Suffolk et de Norfolk. Il participe à l'élimination des dernières rébellions lancastriennes entre 1462 et 1464.
En 1467, Il est nommé chevalier du corps et il accompagne le chambellan Thomas Vaughan en Bourgogne afin de négocier le mariage de Marguerite d'York avec Charles le Téméraire. En 1468, il est nommé trésorier du roi, un poste qu'il occupe jusqu'à la chute d'Édouard IV le 2 octobre 1470. Howard est créé baron Howard le 15 octobre 1470 par le Parlement lors de la restauration de la maison de Lancastre sous l'égide d'Henri VI. Howard combat néanmoins à Barnet le 14 avril 1471 pour Édouard IV, qui reprend ainsi le pouvoir. Il est fait chevalier de l'ordre de la Jarretière le 24 avril 1472.
À la mort de la duchesse de Norfolk Anne de Mowbray en 1481, ce sont normalement William de Berkeley et John Howard qui doivent hériter de ses biens et de ses titres, mais un acte parlementaire en janvier 1483 décide que les droits de successions reviennent à son époux Richard de Shrewsbury, fils aîné du roi Édouard IV d'Angleterre. Ami proche et fidèle du duc Richard de Gloucester, Howard le soutient lorsque celui-ci écarte les enfants de son frère Édouard IV, pour monter sur le trône le 26 juin 1483 sous le nom de Richard III. Édouard V, Richard de Shrewsbury et leurs sœurs sont déchus de leurs droits à la Couronne par le conseil de régence, présidé par Gloucester, en raison d'une promesse de mariage qu'aurait fait leur père à Éléonore Talbot, avant son mariage avec Élisabeth Woodville. Les deux garçons sont emprisonnés à la tour de Londres et n'en ressortiront pas. Howard est créé duc de Norfolk et reçoit également les titres additionnels de baron Mowbray et baron Segrave dès le 28 juin en remerciement. Il est présent au couronnement de Richard III le 6 juillet. Le roi le nomme également lord-grand-amiral et comte-maréchal. 
Howard participe à la suppression de la rébellion du duc de Buckingham en octobre 1483. Il conduit l'aile droite de l'armée yorkiste à la bataille de Bosworth le 22 août 1485, où il trouve la mort dès le début du combat. Sa mort a un effet dévastateur sur le roi, qui est également tué. Son fils aîné, Thomas Howard, qui a également soutenu Richard, est blessé durant la bataille, et passe quelques années dans les geôles d'Henri Tudor avant d'être pardonné.

## Mariage et descendance
John Howard épouse en premières noces Katherine Moylens, fille de Sir William Moylens (1378-1425). Ils ont six enfants :
- Thomas (1443-1524), 2e duc de Norfolk ;
- Nicholas (mort vers 1468) ;
- Isabel ou Elizabeth, épouse l'écuyer Robert Mortimer ;
- Anne, épouse Sir Edmund Gorges de Wraxall ;
- Jane (morte en 1508), épouse Sir John Timperley de Hitlesham ;
- Margaret, épouse Sir John Wyndham de Crownthorpe et Felbrigg.

Katherine Moylens meurt le 3 novembre 1465. Veuf, John Howard se remarie avec Margaret Chedworth, fille de Sir John Chedworth. Ils ont une fille :
- Katherine (morte le 17 mars 1536), épouse le baron John Bourchier.